# 私立図書館

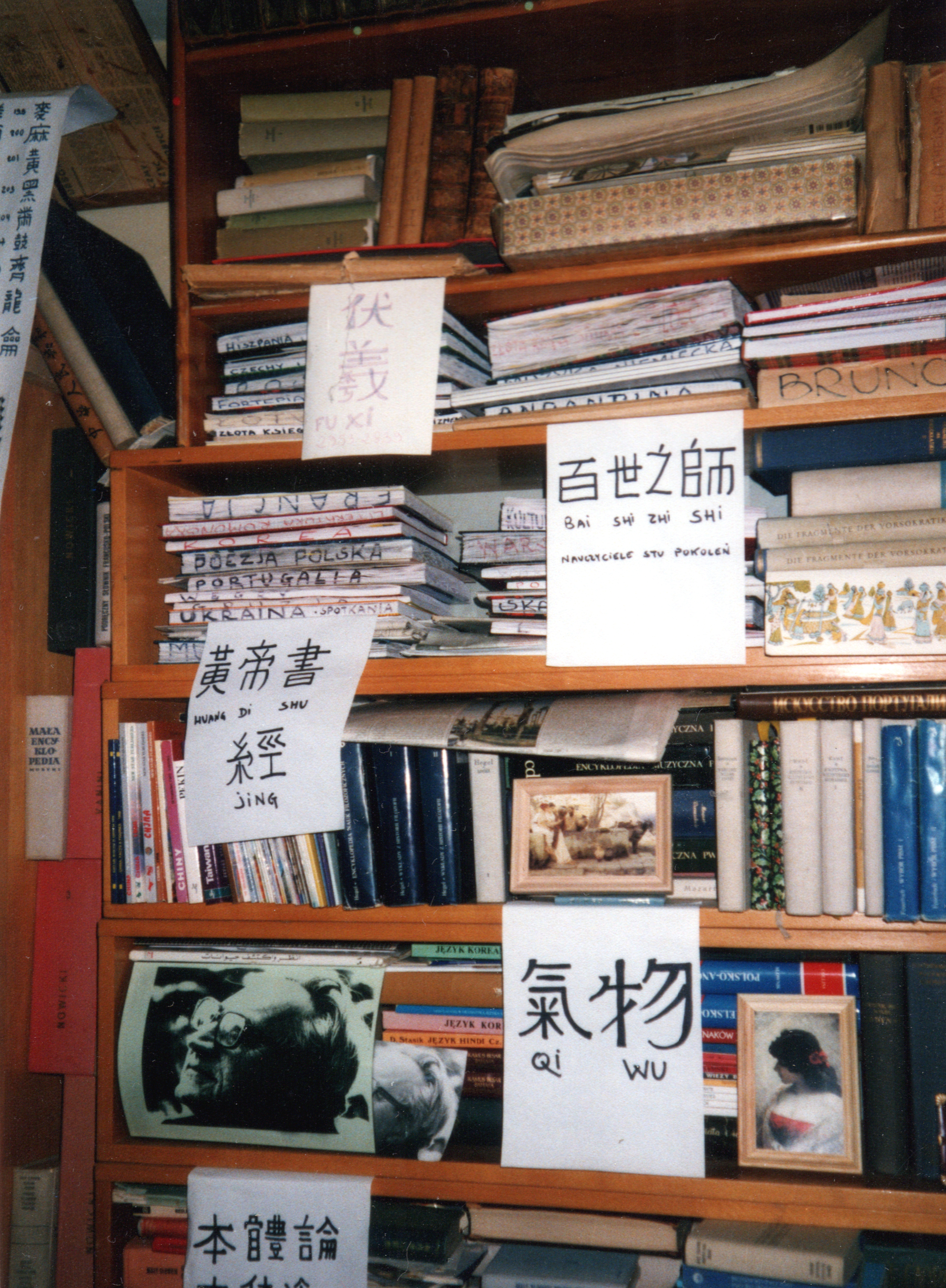
ワルシャワ にあるポーランド 哲学者 および 自由思想家 アンジェイ ノヴィフスキ の私立図書館の一部 中国語 で名前が付けられたセクション

私立図書館（しりつとしょかん、わたくしりつとしょかん）とは民間団体、あるいは個人が管理する、私立の図書館である。

## 日本の私立図書館
広義には、国・公立の図書館に対し、民間団体や個人が設立・運営する図書館を総称していう。私設文庫ともいい、また、個人が設立したものは個人文庫ともいう。
狭義には、図書館法上の規定である、「図書、記録その他必要な資料を収集し、整理し、保存して、一般公衆の利用に供し、その教養、調査研究、レクリエーシヨン等に資することを目的とする施設」（第2条）のうち、「日本赤十字社又は一般社団法人若しくは一般財団法人の設置する図書館」（第2条第2項）をいう。1950年の図書館法制定当時は「民法第34条の法人」（公益法人）と規定されていたが、1952年の日本赤十字社法施行にともない日本赤十字社が追加され、さらに、公益法人制度改革にともない、2008年から現行の規定となった。ただし、この規定に当てはまる私立図書館は少なく、文部科学省の『平成30年度社会教育調査』（2018年10月1日現在）では22館、日本図書館協会の『日本の図書館 統計と名簿 2019』（2019年4月1日現在）では19館となっている。それ以外の民間団体（企業など）や個人が設立・運営する図書館は、図書館法上は「図書館同種施設」（第29条）に分類される。
私立図書館は公立図書館と異なり、利用者から入館や閲覧に際して料金を徴収することを妨げられていない（図書館法第28条）。また多くの私立図書館が設置者の意図に沿った資料収集、公開を行う専門図書館であることが多い。
かつては地元の篤志家によって成立された私立図書館が日本中に数多くあったが、運営資金の問題から継続性に乏しく、また公共性に鑑みて公立に衣替えしたところも多い。

### 主な私立図書館

#### 図書館法上の私立図書館
2019年4月現在、日本図書館協会は、以下の19館を図書館法上の私立図書館としている。
1. ふきのとう子ども図書館（公益財団法人ふきのとう文庫） - 北海道札幌市西区。児童書。
2. 公益財団法人金森和心会クローバー子供図書館 - 福島県郡山市。針生ヶ丘病院の関連施設。児童書。
3. 成田山仏教図書館（公益財団法人成田山文化財団） - 千葉県成田市。成田山新勝寺の関連施設。仏教書。
4. 一般財団法人米本図書館 - 千葉県香取郡多古町。
5. 一般財団法人石川武美記念図書館 - 東京都千代田区。女性雑誌が専門。
6. 公益財団法人三康文化研究所附属三康図書館 - 東京都港区。西武鉄道と増上寺が共同で設立。旧大橋図書館蔵書、仏教・宗教書。
7. 公益財団法人東京子ども図書館 - 東京都中野区。児童書が専門。
8. 立正佼成会付属佼成図書文書館 - 東京都杉並区。立正佼成会が運営。
9. 一般財団法人眉丈文庫 - 富山県高岡市。
10. ライブラリー82（公益財団法人八十二文化財団） - 長野県長野市。八十二銀行の関連施設。金融関連および長野県の郷土資料。
11. 公益財団法人培本塾附属図書館 - 静岡県牧之原市。
12. 神宮文庫 - 三重県伊勢市。伊勢神宮が運営。
13. 公益財団法人江北図書館 - 滋賀県長浜市。
14. 公益財団法人阪急文化財団池田文庫 - 大阪府池田市。阪急電鉄の関連施設。宝塚歌劇、歌舞伎、阪急電鉄等の資料。
15. 金光図書館 - 岡山県浅口市。金光教が運営。
16. 最上図書館 - 岡山県岡山市。最上稲荷が運営。仏教書。
17. 金刀比羅宮図書館 - 香川県仲多度郡琴平町。金刀比羅宮が運営。
18. 特定非営利活動法人高知こどもの図書館 - 高知県高知市。児童書。
19. 公益財団法人松本記念児童図書館 - 大分県別府市。

#### その他の私立図書館
- 専称寺文庫 - 茨城県筑西市。哲学・人文書を中心に人文・社会科学系図書。
- イエズス会聖三木図書館 - 2007年に上智学院からイエズス会へ移管。
- 公益財団法人東洋文庫 - 東京都文京区。
- アカデミーヒルズ六本木ライブラリー（森ビル株式会社） - 東京都港区（六本木ヒルズ森タワー）。会員制。
- 公益財団法人大宅壮一文庫 - 東京都世田谷区。雑誌収集では日本随一を誇る。
  - 大宅壮一文庫越生分館 - 埼玉県入間郡越生町。大宅壮一旧蔵書。
- 静嘉堂文庫（公益財団法人静嘉堂） - 東京都世田谷区。
- 公益財団法人松竹大谷図書館 - 東京都中央区。演劇と映画に関する資料が専門。
- 公益社団法人土木学会附属土木図書館 - 東京都新宿区。土木学会が運営。土木工学分野の専門図書館。
- 現代マンガ図書館内記コレクション - 東京都新宿区。漫画が専門。
- 公益財団法人無窮会専門図書館 - 東京都町田市。神道、国学、国史、漢籍。
- 株式会社飛騨まんが王国 - 岐阜県飛騨市。漫画専門の「まんが図書館」を中心とする施設。
- 少女まんが館（個人運営） - 東京都あきる野市。少女漫画が専門
- 少女まんが館 TAKI 1735（個人運営） - 三重県多気郡多気町。少女漫画が専門[7][8]。
- アジア図書館（一般財団法人アジア図書館・アジアセンターをつくる会） - 大阪市東淀川区。アジア関連の書籍全般。
- 大阪産業労働資料館（エル・ライブラリー、公益財団法人大阪社会運動協会） - 大阪市中央区。社会運動、労働の書籍・一次資料。
- 一般社団法人グラビア図書館 - 大阪府。女優、アイドル、モデル、タレント。グラビア図書館 (eonet.ne.jp)

#### 活動停止
- ふなばし駅前図書館 - 千葉県船橋市。一般書全般。2018年3月末閉館[9]。
- アカデミーヒルズ平河町ライブラリー（森ビル株式会社） - 東京都千代田区（平河町森タワー）。2016年12月閉館[10]。
- 農文協図書館（一般社団法人農山漁村文化協会） - 東京都練馬区。農林水産関係の書籍が専門。2015年11月末休館[11]。
- じてんしゃ図書館 - 所謂、移動図書館の一種であるため、特定地域なし。[注釈 3]
- 三重建設図書館 - 三重県建設業協会が運営[12]、2006年に休館となる[13]。
- みどり子ども図書館
- 向山文庫

## 各国の私立図書館

### 主な私立図書館
- ロンドン図書館（英語版） - イギリス。